# North Robinson (Ohio)
North Robinson es una villa ubicada en el condado de Crawford en el estado estadounidense de Ohio. En el Censo de 2010 tenía una población de 205 habitantes y una densidad poblacional de 815,99 personas por km².

## Geografía
North Robinson se encuentra ubicada en las coordenadas 40°47′33″N 82°51′25″O / 40.79250, -82.85694. Según la Oficina del Censo de los Estados Unidos, North Robinson tiene una superficie total de 0.25 km², de la cual 0.25 km² corresponden a tierra firme y (0%) 0 km² es agua.

## Demografía
Según el censo de 2010, había 205 personas residiendo en North Robinson. La densidad de población era de 815,99 hab./km². De los 205 habitantes, North Robinson estaba compuesto por el 97.56% blancos, el 0% eran afroamericanos, el 0% eran amerindios, el 0.49% eran asiáticos, el 0% eran isleños del Pacífico, el 0% eran de otras razas y el 1.95% pertenecían a dos o más razas. Del total de la población el 2.93% eran hispanos o latinos de cualquier raza.